# Endre Nagy

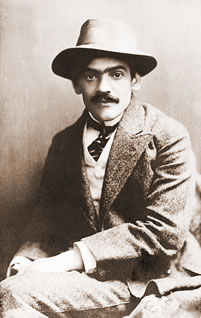
Endre Nagy

Endre Nagy (* 5. Februar 1877 als Endre Grósz in Nagyszőllős (Komitat Ugocsa); † 5. Mai 1938 in Budapest) war ein ungarischer Zeitungsautor, Autor, Conférencier und Kabarettdirektor und gilt als Mitbegründer des ungarischen Kabaretts.

## Leben
Endre Nagy studierte in Großwardein, das im heutigen Rumänien liegt, Jus und schloss sein Studium mit einem Doktortitel ab, arbeitete aber nie auch nur ansatzweise in diesem Beruf. Auch den Doktortitel verwendete er nie und unterschrieb stets als Endre Nagy.
Nach dem Studium zog Nagy mit Endre Ady (einem der bekanntesten Autoren der damaligen Zeit) und Lajos Biró (ebenfalls ein bedeutender Prosaiker und Dichter der ungarischen Geschichte) zusammen. Nagy selbst konzentrierte sich damals vorrangig auf das Schreiben von Romanen, die von einem einfachen und realistischen Erzählstil bestimmt waren und meistens vom ländlichen, häuslichen Leben handelten. Werke aus dieser Zeit heißen zum Beispiel Geődhyek, Apostol a Hódságon, A birsai vándorforrás.
Bald folgte die Veröffentlichung einer Sammlung von Kurzgeschichten, die in der neuen ungarischen Literatur durchaus von Bedeutung waren, als Beispiel hieraus ist etwa A misogai földkirály zu erwähnen.
Neben seiner Tätigkeit als Roman- und Kurzgeschichtenautor arbeitete er, zusammen mit seinen Mitbewohnern als Zeitungsautor bei der Zeitung Szabdság (Freiheit).
Von 1900 bis 1910 lebte Endre Nagy in Budapest, wo er für die Zeitungen Magyar Szó und dann für Pesti Napló als Journalist tätig war.
1901 trat er erstmals auf der Budapester Tarka-Bühne mit einem eigenen Text in einem Kabarett in Erscheinung.
Am 1. März 1907 eröffnete das „Bonbonniere“ in Budapest, in dem sich heute noch ein großes Kino befindet. Nagy übernahm dort die Rolle des Conférenciers von seinem Vorgänger, Nádas Sándor, und belebte sie mit einem völlig neuen dynamischen Stil.
1908 wurde er Direktor der modernen Bühne Modern Szinpad, die er bis 1913 leitete.
Nach einem einjährigen Aufenthalt in Paris arbeitete Nagy wieder für die Zeitungen Budapesti Hírlap und Az Est Lapok in Budapest.
Im Jahr 1919 wurde im Budapester Wintergarten die Nagy Endre Kabarett-Bühne eröffnet.
1921 übersiedelt das Kabarett in den Keller der historischen Mauern des Gresham-Palastes mit dem Namen „A Pódium Kabaré“, 1922 geht es dann auf die Lomb-Bühne in der Stefania-Straße ebenfalls in Budapest.
Von 1923 bis 1929 hat er gemeinsam mit Béla Salamon die „Terézkörúti“-Bühne geleitet.
In den 1930er Jahren arbeitete er abermals für diverse Zeitungen und leitete für den Kreis der Freunde des Westens Vorstellungsabende bis zu seinem Tod.

## Wirken
Bekannt wurde Endre Nagy vor allem durch seinen außergewöhnlichen Vortragsstil, bei dem er oft wild gestikulierend auf der Bühne stand. Er forderte sein Publikum aktiv und erschuf so einen völlig neuen, dynamischen Aufführungsstil.
Für einen Conférencier sehr unüblich, setzte Nagy sich trotz eines schweren Sprachfehlers durch und konnte die Menschen, vielleicht gerade durch seine Einzigartigkeit, für sich begeistern. Endre Nagy pflegte ein sehr altmodisches, ausschweifendes Ungarisch, das durch sein Stottern im ersten Moment sehr widersprüchlich wirkte.
Die eigentliche Kunst Endre Nagys war das kleine Theater, in denen man auf einmal über das tagespolitische Leben scherzen durfte. Vor allem der direkte Kontakt mit dem Publikum war in seinen Auftritten ein fixer Bestandteil. Fast täglich hat sich Endre Nagy auf der Bühne tagesaktuellen politischen Diskussionen gestellt. Dabei hat er stets improvisiert und seine Texte und Diskussionselemente mit unzähligen satirischen Bemerkungen versehen.
Nagy war immer sehr stolz auf „seine“ Form des Kabaretts und hat stets betont, dass er niemals im Ausland ein ähnliches Beispiel gesehen hat.
Bald war diese Art des Kabaretts bekannt und so beliebt, dass die bekanntesten ungarischen Autoren und Musiker, wie z. B.: Ernő Szép, Endre Ady, Dezső Kosztolányi sowie die meisten Autoren von Nyugat (damalige ungarische Zeitung) sich sehr gerne und oft mit Endre Nagy auf die Bühne stellten.
Das Ziel dabei war stets wertvolle ungarische Poesie wieder populär zu machen.
Zusammen mit dem Musiker János Csiky hat er außerdem Kabarettzyklen zusammengestellt, in denen der ungarische Musikschatz verbreitet und bekannt gemacht werden sollte und wurde.
Neben dem Kabarett ist er aber auch als Autor tätig und auch erfolgreich gewesen. So hat er einige Stücke für Theater in Budapest geschrieben und erfolgreich verkauft. Die Tragikomödie mit dem Titel Zseni (Genie) wurde mit dem Voinich-Preis ausgezeichnet.
Auch die Komödie A Miniszterelnök (Der Ministerpräsident) war eine sehr erfolgreiche und bekannte Gesellschaftssatire, die 1978 sogar verfilmt wurde.
Trotz des großen kommerziellen Erfolges blieb Endre Nagy seiner Leidenschaft, dem Kabarett, treu. Das Politisieren mit Menschen auf der Bühne oder auch im Kaffeehaus, das Erzählen von Anekdoten und politische Kritik machten für ihn sinnvolle Unterhaltung aus. Viele Autoren der damaligen Zeit sowie namhafte Persönlichkeiten des damaligen Lebens scharten sich deshalb am Kaffeehaustisch um Endre Nagy.
Mit Weltpolitik beschäftigte sich Nagy nur ab und an. Nagy hat zwar außergewöhnlich gut Französisch gesprochen, allerdings nie Deutsch, obwohl er in der österreichisch-ungarischen Monarchie aufgewachsen ist. Deutsche Namen oder Ausdrücke hat er auch auf der Bühne falsch ausgesprochen.
Nach einer Reise nach Paris verfasste er einen Reisebericht, der sich besonderer Beliebtheit erfreute und Anstoß für Nagy war, fortan nur noch im Dokumentations- & Memoirenstil zu schreiben. Die weiteren Werke handeln von seinen Erinnerungen an seine Jugend in Nagyvárad (Großwardein). Und auch sein Werk A Kabaré Regény (Der Kabarett-Roman) schrieb Nagy in dieser dokumentarischen, Memoirenform.
Im Alter von etwa 50 Jahren wollte Nagy reale Literatur schaffen und hat einen eigenen Charakter kreiert: Milos Lukits. Lukits erscheint als ein wenig verdorbener, wenig intelligenter Kaffeehausstammgast, mit dem sich der Autor in seinem Werk unterhält. Der Titel des Werks war Hajnali Beszélgetések Lukits Milossal (Morgendliche Gespräche mit Milos Lukits).
Die große Leidenschaft Nagys war aber bis zu seinem Tod das Kabarett, weshalb er seinen Lebensabend auch mit Vorstellungsabenden für seine besten Freunde und Kollegen verbrachte.

## Auszug aus seiner Arbeit
Endre Nagy war quasi Erfinder und vor allem Revolutionär des ungarischen Kabaretts, der – trotz seines Sprachfehlers – täglich als Conférencier mit seinem Publikum über aktuelle Ereignisse und Themen auf der Bühne gesprochen hat.
Hier ein kleiner Ausschnitt, einer seiner Einleitungen mit einer Nummer die zu einem Stück eines bekannten ungarischen Autors überleitet:
Transkription der deutschen Aufnahme:
Meine sehr geehrten Damen und Herren,

ich möchte sie darauf aufmerksam machen, dass Alle von ihnen in dieser Minute, niemand und auch kein Einziger, die Lage richtig erkennt.

Sie glauben jetzt alle, dass ich hier vor ihnen auf meiner angestammten Position stehe,

Sie glauben Sie sitzen unten im Zuschauerraum, in einer dem Kino umgekehrten Situation. Die Armen sitzen vorne im Zuschauerraum, und die Reichen sitzen Hinten im Casino und auf der Galerie in ihren Logen.

Aber, davon ist nicht die Rede. Davon ist nicht einmal ansatzweise die Rede.

Erstens war dort, wo Sie jetzt glauben in Wahrheit zu sitzen, vor kurzem eine unglaublich große Filmmaschine – ein Ungeheuer, das mich mit all seinen Öffnungen bedroht hat zu verschlucken – einfach unangenehm anzusehen.

Und von Unten hat sich ein massiver Scheinwerfer auf mich gerichtet – mit intensivem Licht – ich sage Ihnen, wenn die antiken Griechen so einen Scheinwerfer gehabt hätten, hätten sie aus einem einfach kleinen Buchhändler einen Apollo machen können, den alle vergöttern.

In der Garderobe hat mir außerdem der Friseur mein Gesicht mit einer weißen klebrigen Masse beschmiert, wenn ich grinsen will, krachen alle meine Falten, als wenn ich mit einer Blechdose Ziehharmonika spielen würde.

Deswegen würde ich am liebsten nur noch mit dem Buchstaben „Ö“ als Vokal sprechen….

OT ENDRE

Mir gegenüber ist noch dazu eine große beleuchtete Tafel, die mir andauernd Befehle gibt: Vor, Zurück, Rechts, Links, Lauter, Leiser!

Wenn es dann endlich losgehen soll, fällt mir kein Wort mehr ein….

Aber sagen Sie mir, bin ich dieser kleine schwarze Punkt auf dem Leintuch vor Ihnen, weil egal wie schnell ich mich umdrehe – er dreht sich auch um.

Ich habe zwar zumindest eine Dimension der Breite und Höhe – die dritte Dimension haben sie mir aber hier genommen – ich meine, so flach bin ich nicht einmal während meinen Auftritten als Conférencier.

Eigentlich ist das unnötig – weil hier das Wichtigste zum Erfolg fehlt.

Es fehlt die Chance, dass ich einen Hänger habe und scheitere. Bei einem guten Conférencier ist es nicht viel anders als bei einem Trapezkünstler – den schauen die Zuschauer ja auch nur an, weil die Hoffnung lebt, dass er abstürzt und sich sein Genick bricht….

## Werke
- Siralmak könyve (1896) – „Das Buch der Klagelieder“
- Tarka krónikák (1903) – „Die Chroniken von Tárka“
- Gyönyörű lovagkor (Erzählung, 1905) – „Die Schöne Pferdezeit“
- A Geödhyek (Roman, 1905) – „Die Geödhyek“
- Apostol a Hódságon (Roman, 1907) – „Ein Apostel in Hódság“
- Egynapos özvegy (Roman, 1907) – „Die Eintags-Witwe“
- A misokai földkirály és egyéb elbeszélések (1908) – „Der Weltherrscher für eine lange Zeit und andere Geschichten“
- A zseni (Tragikomödie, 1911) – „Das Genie“
- A miniszterelnök (Komödie, 1912)[4][5] – „Der Ministerpräsident“
- Tábori levelek (1915) – „Briefe eines Lagers“
- A nagy háború anekdotakincse (1915) – „Der Ankedotenschatz des großen Krieges!“
- Szeplőtlen asszony (Roman, 1916) – „Die makellose Frau“
- Sienai Szent Katalin vőlegénye (Erzählung, 1916) – „Der Bräutigam der heiligen Katharina von Sinai“
- Oh, az a vén kujon (Roman, 1917) – „Oh, das ist das Weingetränkte“
- Erdély fia (Gedichtband, 1917) – „Siebenbürger Sohn“
- A Magócsy csirkék története (Erzählung, 1918) – „Die Geschichte der Magócser Hühner“
- Lukits Milos kalandjai (Erzählung, 1927) – „Der Kalender von Milos Lukits“
- Hajnali beszélgetések Lukits Miklóssal (1928) – „Die morgendlichen Gespräche mit Miklos Lukits“
- A nyárspolgár (1930) – „Der Spießer“
- Fatornyos hazám (1932) – „Der Holzturm meiner Heimat“
- Szerelmesek kalauza (1934)[6] – „Der Liebesführer“
- A kabaré regénye (1935) – „Der Roman des Kabaretts“
- Párizs (1935) – „Paris“
- Egy város regénye (1936) – „Der Roman einer Stadt“